# Ludwig Mond

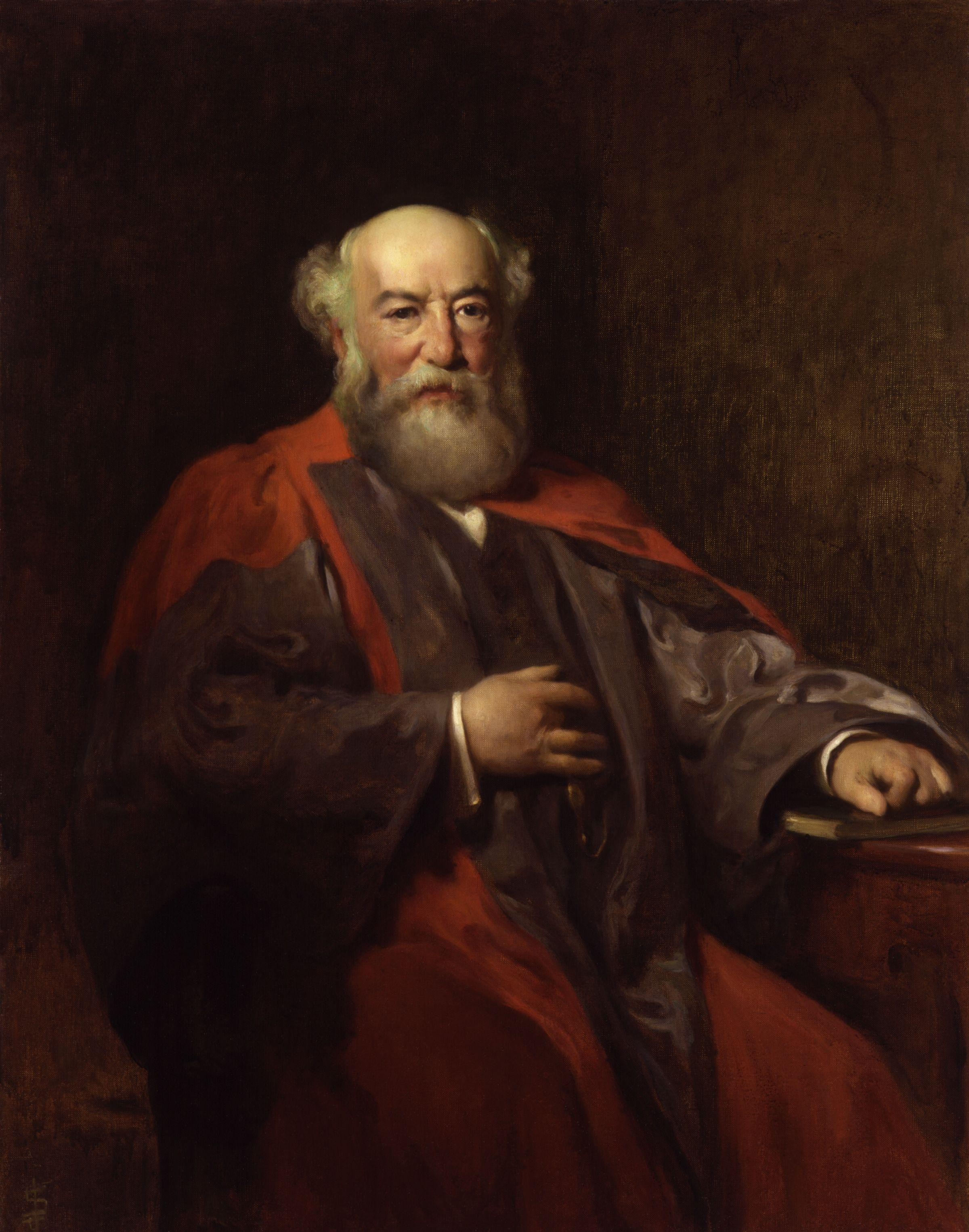
Ludwig Mond, Solomon Joseph Solomon, circa 1909

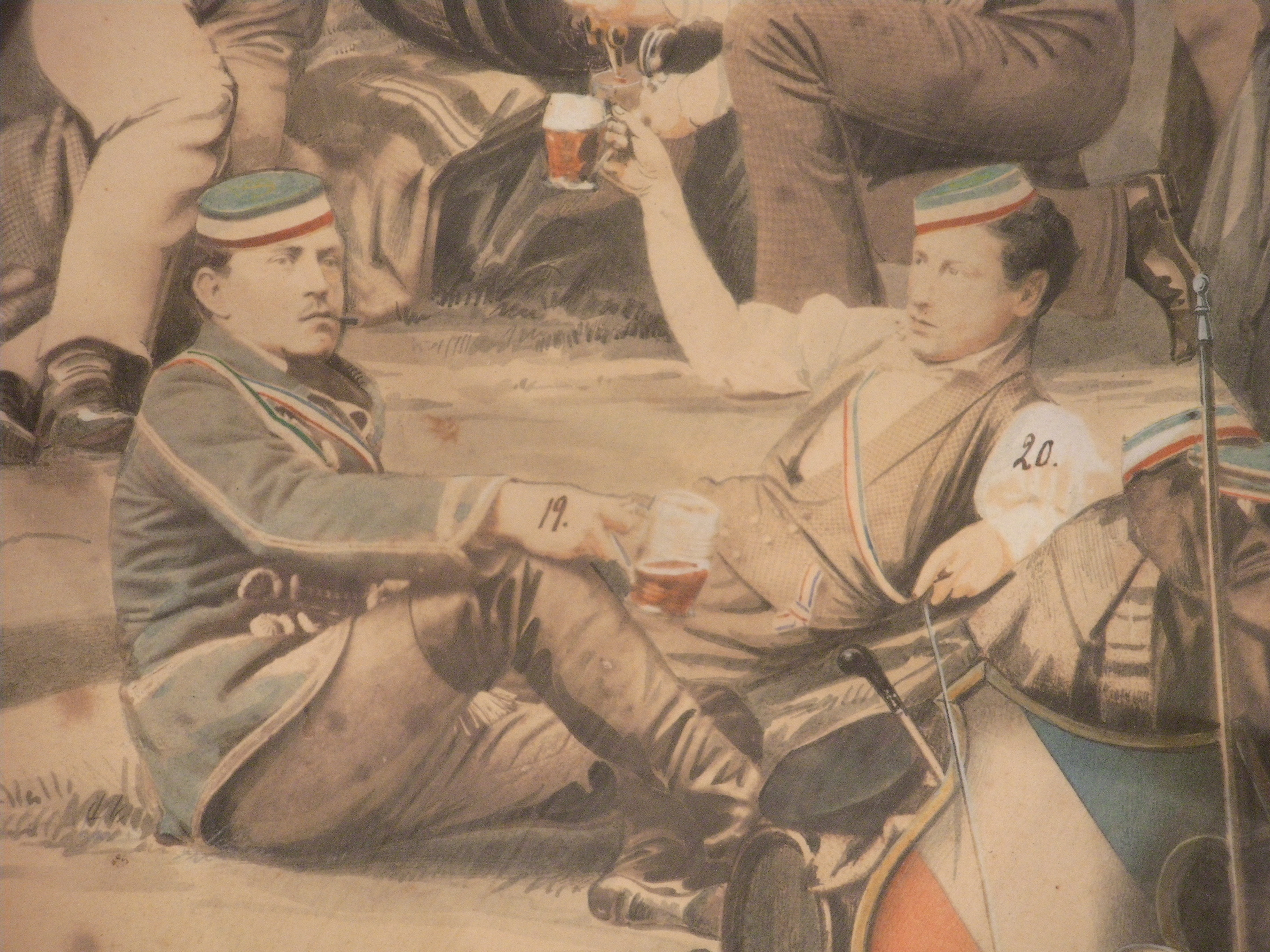
Ludwig Mond (rechts) als Heidelberger Rhenane, um 1856

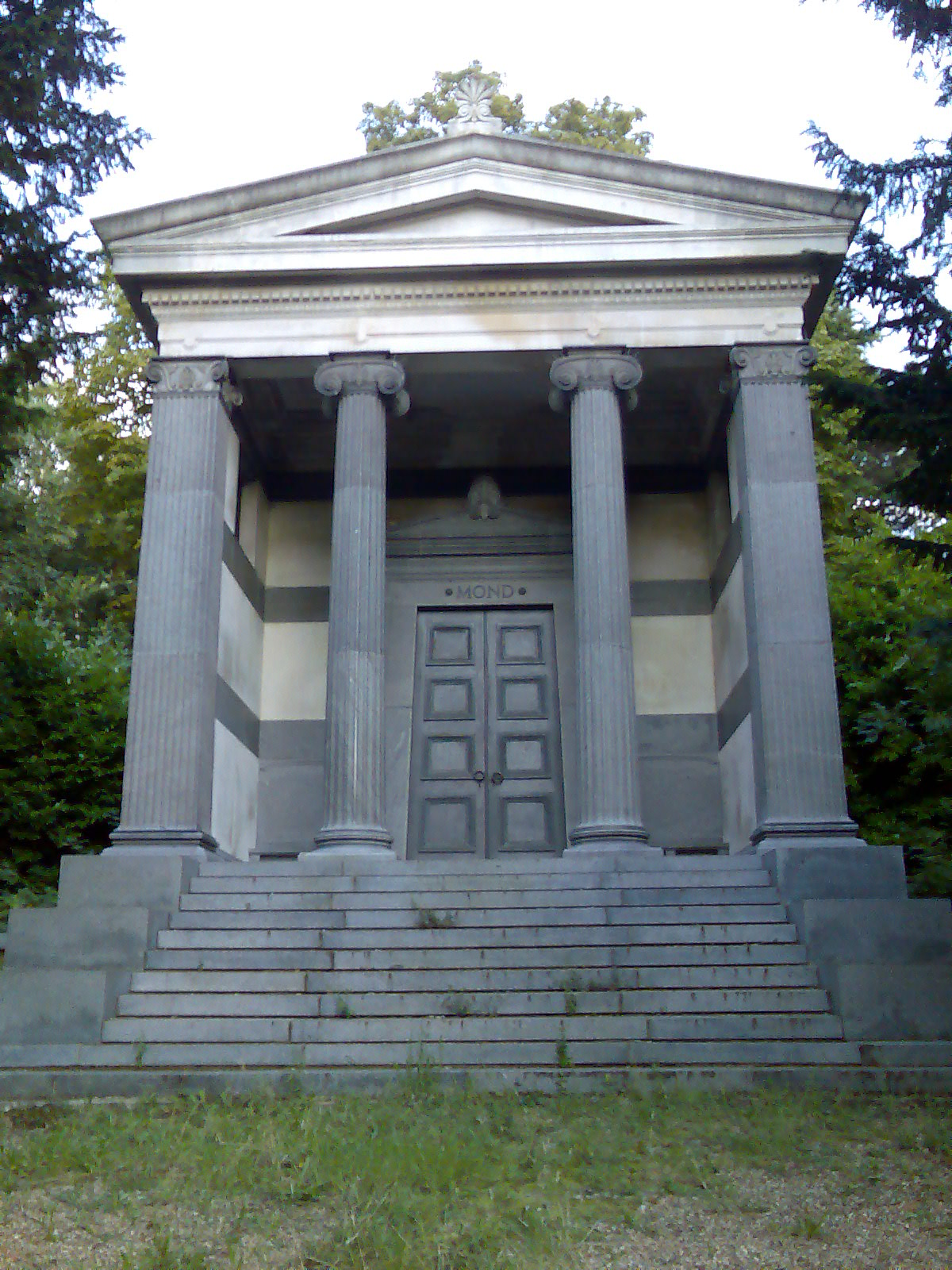
Mond Mausoleum, St Pancras and Islington Cemetery

Ludwig Mond (* 7. März 1839 in Kassel; † 11. Dezember 1909 in London) war ein deutsch-britischer Chemiker und Industrieller.

## Leben und Familie
Ludwig Mond entstammte einer jüdischen Familie. Er wurde als Sohn des Kaufmanns Meier Bär Mond (Ehrengrab auf dem jüdischen Friedhof in Kassel) und seiner Frau Henriette geborene Levinsohn in Kassel im Eckhaus Graben 42 und Marktgasse geboren (das Haus wurde 1943 zerstört) und wuchs dort auf. Er besuchte das Polytechnikum seiner Heimatstadt, wo Friedrich Wöhler und auch Robert Bunsen unterrichteten,
und studierte ab 1855 Chemie bei Hermann Kolbe in Marburg und Robert Bunsen in Heidelberg. Während seiner Studienzeit in Heidelberg wurde er Mitglied des dortigen Corps Rhenania. Mond verließ die Hochschule aufgrund finanzieller Probleme ohne Abschluss. 1862 ging er nach Widnes in England, arbeitete danach u. a. in Holland, ließ sich dann 1867 endgültig in England nieder und wurde 1880 britischer Staatsbürger. 1886 heiratete er seine Cousine Frida Löwenthal. Ludwig Mond hinterließ zwei Söhne, die eine Rolle im öffentlichen Leben spielten:
- Robert Ludwig Mond (1867–1938), Chemiker und Archäologe
- Alfred Moritz Mond, ab 1928 Lord Melchett of Langford (1868–1930), MP, 1921–1922 britischer Gesundheitsminister, Namensgeber für den „World Controller“ Mustapha Mond in Aldous Huxleys Brave New World.

Nach seinem Tod wurde Ludwig Mond im Familien-Mausoleum auf dem St.-Pancras-Friedhof in London beigesetzt.

## Wirken
In Deutschland arbeitete Mond nach dem Studium ab 1858 in Kassel in einer Sodafabrik. Nach der Übersiedlung nach Widnes in England 1862 arbeitete er in einer Fabrik in der Soda nach dem Leblanc-Verfahren hergestellt wurde. 1864 leitete er den Bau einer Sodafabrik in Utrecht. Er patentierte 1863 die Rückgewinnung von Schwefel aus den Calciumsulfid-haltigen Rückständen des Leblanc-Verfahrens, welches später in bis zu 40 Fabriken eingesetzt wurde. Aufgrund des ineffizienten Prozesses und der niedrigen Schwefelpreise in England war es allerdings nur wenig erfolgreich. Mond erwarb 1872 von Ernest Solvay eine Lizenz zur Herstellung von Soda nach dem Ammoniak-Soda-Verfahren (Solvay-Verfahren), mit einer Lizenzgebühr von 8 Shilling pro Tonne. Daraufhin gründete er 1873 gemeinsam mit John Tomlinson Brunner die Brunner Mond Comp. in Winnington, Northwich, Cheshire und wurde deren technischer und organisatorischer Leiter. Nach großen technischen und finanziellen Herausforderungen in der Anfangszeit wurden im folgenden Jahr 800 Tonnen Soda hergestellt – im Jahr 1877 waren es bereits 8000 Tonnen. 1881 wurde das Unternehmen in die Aktiengesellschaft Brunner, Mond & Company Ltd. umgewandelt und entwickelte sich in den folgenden 20 Jahren zu der wichtigsten Sodafabrik der Welt. 1926 fusionierte die Firma unter Alfred Mond schließlich mit anderen Unternehmen zu den Imperial Chemical Industries (ICI). Mond und Brunner waren sehr sozial und gewährten 1884 bereits eine Woche bezahlten Urlaub pro Jahr, zahlten Lohn bei Erkrankung weiter und etablierten eine medizinische Versorgung. 1895 führten sie die 49¼-Stunden-Woche ein.
Mond versuchte das Solvay-Verfahren immer weiter zu optimieren und fand 1879 ein neues Verfahren, um den auftretenden Ammoniakverlust auszugleichen. In einem speziell entwickelten Prozess der Kohlevergasung, bei dem minderwertige Kohle mit Wasserdampf und Heißluft umgesetzt wurde, gelang es ca. die Hälfte des in der Kohle gebundenen Stickstoff in Ammoniak umzusetzen. Nach Abtrennen des Ammoniaks durch Auswaschen, konnte man das Restgasgemisch, welches Wasserstoff, Kohlenstoffmonoxid, Kohlenstoffdioxid und Stickstoff enthielt, als sauber verbrennenden Energieträger nutzen (Mondgas). Weltweit wurden 1910 bereits 3 Millionen Tonnen Kohle mit diesem Verfahren umgesetzt. 1901 gründete er die South Staffordshire Mond Gas Company, welche ein Versorgungsmonopol im englischen Black Country erhielt und bis zur Verstaatlichung der Gasindustrie im Jahre 1948 existierte.
Bei weiteren Versuchen, anstelle von Calciumchlorid andere, hochwertigere Metallchloride im Solvay-Verfahren zu gewinnen, entwickelte Mond mit seinem Mitarbeiter Carl Langer ein Verfahren zur Herstellung von reinem Nickel durch Thermolyse von Tetracarbonylnickel als Zwischenprodukt (Mond-Verfahren). Obwohl dieses Verfahren die Herstellung besonders reinen Nickels ermöglichte, hatte die Nickelindustrie daran zunächst kein Interesse. Daraufhin gründete Mond, nachdem er in der Nähe von Ontario ein Bergwerk eröffnet und in Clydach ein Hütte aufgebaut hatte, im Jahr 1900 die Mond Nickel Company, welche zehn Jahre später bereits 3000 Tonnen Mond-Nickel pro Jahr produzierte.
Neben Tetracarbonylnickel stellten Mond und seine Mitarbeiter zahlreiche weitere Metallcarbonyle – wie Eisenpentacarbonyl und Dieisennonacarbonyl, sowie Metallcarbonyle von Cobalt, Molybdän und Ruthenium – her. Er gilt damit als einer der Entdecker dieser wichtigen Substanzklasse.
Mond engagierte sich unter anderem als Vizepräsident der Chemical Society in London und der Royal Institution of Great Britain. Die Royal Chemical Society verleiht jährlich den Ludwig Mond Award (früher Ludwig Mond Lectureship). 1891 wurde er zum Mitglied (Fellow) der Royal Society gewählt.

## Wohltäter
Mond war bedeutender Kunstsammler und Mäzen. Er vermachte seine Gemäldesammlung, welche eine der bedeutendsten Privatsammlungen Englands war, der National Gallery in London. Die Winter verbrachte er mit seiner Ehefrau und der gemeinsamen Freundin Henriette Hertz im Palazzo Zuccari in Rom. Monds kauften das Gebäude 1904 in Hertz’ Namen, die daraufhin dort die Bibliotheca Hertziana einrichten konnte. Seine Heimatstadt Kassel bedachte er mit Stiftungen über eine halbe Million Mark (was heute ungefähr 3.653.000 € entspricht). 1890 richtete eine Stiftung zu Erinnerung an seine Mutter ein. Die Henriette Mond-Stiftung hatte ein Grundkapital von 100.000 Mark und diente unter anderem dazu, ein Genesungsheim für Arme zu errichten. Testamentarisch vermachte er dieser Stiftung 1908 weitere 400.000 Mark. Dieselbe Summe ging auch an die Jüdische Gemeinde seiner Heimatstadt. Der Kasseler Gemäldesammlung vermachte er 1905 einen Flügelaltar Lucas Cranachs des Älteren. Die Stadt Kassel würdigte ihn durch die Benennung einer Straße, was zur Zeit des Nationalsozialismus rückgängig gemacht wurde. Nach 1945 wurde die heutige Ludwig-Mond-Straße nach ihm benannt.

## Auszeichnungen
- Ehrendoktorwürde der Universitäten Padua (1892) und Heidelberg (1896)
- D. Sc. (hon.) in Oxford
- Orden der Krone von Italien

## Schriften
- mit Friedrich Quincke und Carl Langer: Action of carbon monoxide on nickel in J. Chem. Soc. Trans. 57 (1890) S. 749–753; doi:10.1039/CT8905700749.
- mit Friedrich Quincke: Ueber eine flüchtige Verbindung des Eisens mit Kohlenoxyd